# Castell de Burtnieki
El Castell de Burtnieki (en estonià: Asti ordulinnus, en alemany: Schloss Burtneck) són les ruïnes d'un antic castell pertanyent a l'Orde Livonià situat a la regió històrica de Vidzeme, actual muncipalitat de Valmiera. Fou construït cap al 1284, al costat sud del llac Burtnieks del Municipi de Burtnieki (part nord de Letònia).
Hi ha una sèrie de contes populars sobre el castell de Burtniki enfonsat. L'any 1888 Andrejs Pumpurs va escriure el poema èpic "Lāčplēsis", basant-se en contes i història populars letons, i considerant-lo com un testimoni de l'herència comuna del poble letó.

## Etimologia
La paraula burtnieks significa un posseïdor del coneixement dels signes antics mentre que el castell és un titular de l'herència espiritual del poble